# Turun Sanomat
Turun Sanomat è un quotidiano finlandese della regione di Turku. È il terzo quotidiano del mattino più letto in Finlandia dopo Helsingin Sanomat e Aamulehti.
È di proprietà di TS Group. Il giornale ha sede a Turku.  È pubblicato dal gruppo TS-Yhtymä in formato broadsheet.

## Storia
Turun Sanomat fu lanciato nel 1905 come sostenitore del Partito dei Giovani Finlandesi (liberale). Il fondatore del giornale fu Antti Mikkola, politico e giornalista. Successivamente fu di proprietà e gestita da Arvo Ketonen e, dopo la sua morte nel 1948, dalla vedova Irja Ketonen.
Turun Sanomat è stato uno dei giornali conservatori nel periodo della Guerra Fredda. Durante questo periodo fu uno dei giornali finlandesi accusato dall'Unione Sovietica di essere lo strumento della propaganda statunitense e l'ambasciata sovietica a Helsinki protestò spesso contro i redattori del giornale. Il giornale è ufficialmente politicamente indipendente e non allineato dal 1961.
Nel 1964 Turun Sanomat iniziò a impiegare computer e nuove tecnologie nella stampa, diventando un pioniere tra i giornali europei.
Turun Sanomat pubblica due supplementi settimanali, Treffi (sull'intrattenimento e contenente i programmi TV della settimana successiva) ed Extra, il mensile TS Talous (con un'approfondita copertura economica) e 24 diversi supplementi TS Teema (stile di vita). Gestisce anche il canale televisivo locale Turku TV.